# 阿尔蒂西莫
阿尔蒂西莫（義大利語：Altissimo），是意大利维琴察省的一个市镇。总面积14平方公里，人口2305人，人口密度164.6人/平方公里（2009年）。ISTAT代码为024005。